# Distrito de Beidaihe
O Distrito de Beidaihe é uma popular estância balnear e um distrito da cidade de Qinhuangdao, província de Hebei, na costa do Mar de Bohai, na China. Tem uma área de 70,14 quilômetros quadrados e, Desde 2008, uma população de 66.000 habitantes, bem como um litoral de 22,5 quilômetros.  Também é conhecido como um paraíso para observação de pássaros.
O Beidaihe Beach Resort se estende por 10 quilômetros (6,2 mi) de leste a oeste, do Pavilhão Yinjiao até a foz do rio Daihe. A praia em si é coberta por areia fina e amarela que se estende por cerca de 100 metros até o mar. A água é rasa. O Monte Lianfeng, perto da praia, tem dois picos cobertos por abundantes pinheiros e ciprestes verdes. Vegetação exuberante, cavernas, pavilhões decorados, caminhos isolados e pontes sinuosas tornaram-no atraente para visitantes de toda a China.
Os engenheiros ferroviários ingleses foram os primeiros europeus a descobrir a vila de pescadores na década de 1890 e não demorou muito para que ricos diplomatas chineses e estrangeiros de Pequim e Tianjin tornassem a vila um destino popular.

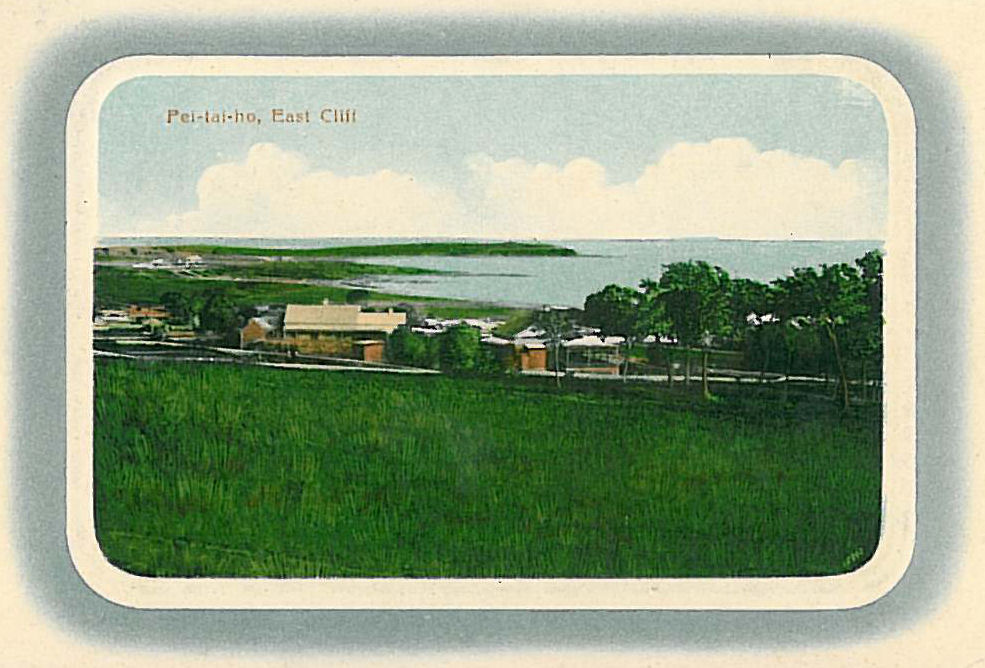
Cartão postal de 1903 com vista de Beidaihe.

## Uso pelo Partido Comunista
Devido à sua proximidade com a capital, Beidaihe tem sido palco de muitas conferências oficiais importantes e tornou-se conhecido como o retiro de verão do Partido Comunista Chinês (PCC). Ainda é comumente usado pela mais alta liderança do PCC todo mês de julho para escapar do calor do verão de Pequim e planejar estratégias importantes na privacidade que Beidaihe oferece. "Beidaihe", disse certa vez um diplomata americano, "é a 'sala cheia de fumaça' da China." 
Depois que Mao Zedong levou o PCC ao poder em 1949, os novos governantes também desenvolveram um gosto pela atmosfera litorânea. O próprio Mao tinha um resort de verão ali. Sanatórios surgiram para recompensar os esforços de trabalhadores modelo de todos os setores. Uma grande pousada da amizade foi construída em 1954, uma das dezenas espalhadas pela China, para receber os "irmãos mais velhos" soviéticos que vieram ajudar o desenvolvimento chinês antes do surgimento das tensões entre a liderança soviética e chinesa.